# Мунтово
Мунтово (тат. Мылтык) — деревня в Касимовском районе Рязанской области. Входит в состав Ахматовского сельского поселения. Относилась к группе кара аймак поселений касимовских татар.

## История
По дореволюционному административному делению село Мунтово относилось к Татарской волости Касимовского уезда Рязанской губернии.

## Население
| 1859 | 1906 | 2002 | 2010 |
| ---- | ---- | ---- | ---- |
| 62   | ↗402 | ↘7   | ↘3   |

Национальный состав
По переписи 2010 татарское село.

## Ислам
В 1862 году в селе уже была мечеть. В конце XIX века к приходу мечети относились жители деревни Шегашаново (всего 478 человек).